# Gyíkászó törpesas
A gyíkászó törpesas vagy más néven Wahlberg-sas (Hieraaetus wahlbergi) a madarak (Aves) osztályának a vágómadár-alakúak (Accipitriformes) rendjébe, ezen belül a vágómadárfélék (Accipitridae) családjába tartozó faj.

## Rendszerezése
A fajt Carl Jakob Sundevall svéd zoológus írta le 1851-ben, az Aquila nembe Aquila Wahlbergi néven. Nevét Johan August Wahlberg svéd természettudósról kapta.

## Előfordulása
Afrikában, a Szaharától délre honos. Természetes élőhelyei a szubtrópusi és trópusi füves puszták, szavannák és cserjések, valamint szántóföldek. Vonuló faj.

## Megjelenése
Testhossza 61 centiméter, szárnyfesztávolsága 130-146 centiméter, testtömege 437-1400 gramm.

## Életmódja
Emlősökkel, madarakkal, hüllőkkel, kétéltűekkel és rovarokkal táplálkozik.

## Szaporodása
Legfeljebb 80 cm átmérőjű fészkét, magas fák felső villájába készíti. Fészekalja 2-3 tojásból áll.

## Természetvédelmi helyzete
Az elterjedési területe rendkívül nagy, egyedszáma pedig stabil. A Természetvédelmi Világszövetség Vörös listáján nem fenyegetett fajként szerepel.